# خوليو فالديز
خوليو فالديز (بالإنجليزية: Julio Valdez) هو لاعب كرة قاعدة دومينيكاوي، ولد في 3 يونيو 1956 في سان كريستوبال في جمهورية الدومينيكان.

## وصلات خارجية
- خوليو فالديز على موقع دوري كرة القاعدة الرئيسي (الإنجليزية)
- خوليو فالديز على موقعبيزبول رفرنس.كوم (الدوري الرئيسي) (الإنجليزية)
- خوليو فالديز على موقعبيزبول رفرنس.كوم (الدوري الثانوي) (الإنجليزية)